# Leiferde
Leiferde er en kommune i Landkreis Gifhorn i den tyske delstat Niedersachsen. Den ligger i den sydøstlige del af amtet (Samtgemeinde) Meinersen .

## Geografi
Kommunen ligger i trekanten mellem byerne Hannover, Braunschweig og Wolfsburg. Til landkreisens administrationsby Gifhorn er der omkring 10 kilometer. I den vestlige ende danner floden Oker på et stykke kommunegrænsen til Hillerse

### Inddeling
I kommunen Leiferde ligger landsbyerne
- Leiferde (4240)
- Dalldorf (494) (indb. pr 2007)

### Nabokommuner
Følgende kommuner grænser til Leiferde. (fra nord, med uret): Müden, Gifhorn, Ribbesbüttel, Adenbüttel, Hillerse, Meinersen. Alle ligger i Landkreis Gifhorn.